# Домбрувка (Бродницький повіт)
Домбрувка (пол. Dąbrówka, нім. Damern) — село в Польщі, у гміні Боброво Бродницького повіту Куявсько-Поморського воєводства.
Населення — 219 осіб (2011).
У 1975-1998 роках село належало до Торунського воєводства.

## Демографія
Демографічна структура станом на 31 березня 2011 року:
|          | Загалом | Допрацездатний вік | Працездатний вік | Постпрацездатний вік |
| -------- | ------- | ------------------ | ---------------- | -------------------- |
| Чоловіки | 114     | 24                 | 79               | 11                   |
| Жінки    | 105     | 19                 | 66               | 20                   |
| Разом    | 219     | 43                 | 145              | 31                   |